# Laelia
Laelia Lindl., 1831 è un genere di piante della famiglia delle Orchidacee cui appartengono una ventina di specie diffuse nell'ecozona neotropicale.

## Descrizione
La maggior parte delle specie appartenenti al genere Laelia sono epifite, ma alcune, come Laelia anceps, sono litofite. 
Queste piante hanno in genere steli brevi e presentano pseudobulbi ovali, chiaramente separati, lunghi da 6 a 30 centimetri. Una o due foglie cerose e coriacee si sviluppano da ogni pseudobulbo e possono esser lunghe fino a 20 centimetri.  L'infiorescenza è un racemo, aggettante dallo pseudobulbo, lungo fino a 30 centimetri e recante fino a otto fiori. 
I fiori variano dal rosa al viola, presentano un labello di solito viola che sfuma al bianco. Fioriscono in primavera o in autunno.

## Tassonomia
Il genere comprende le seguenti specie:
- Laelia albida Bateman ex Lindl., 1839
- Laelia anceps Lindl., 1835
- Laelia aurea A.V.Navarro, 1990
- Laelia autumnalis (Lex.) Lindl.,1831
- Laelia colombiana J.M.H.Shaw, 2008
- Laelia elata (Schltr.) J.M.H.Shaw, 2009
- Laelia eyermaniana Rchb.f.,1888
- Laelia furfuracea Lindl., 1839
- Laelia gloriosa (Rchb.f.) L.O.Williams, 1941
- Laelia halbingeriana Salazar & Soto Arenas
- Laelia heidii (Carnevali) Van den Berg & M.W.Chase, 2004
- Laelia lueddemanii (Prill.) L.O.Williams, 1940
- Laelia lyonsii (Lindl.) L.O.Williams, 1941
- Laelia marginata (Lindl.) L.O.Williams, 1941
- Laelia moyobambae (Schltr.) C.Schweinf.,1944
- Laelia rosea (Linden ex Lindl.) C.Schweinf., 1967
- Laelia rubescens Lindl., 1840
- Laelia schultzei (Schltr.) J.M.H.Shaw,  2008
- Laelia speciosa (Kunth) Schltr.,1914
- Laelia splendida (Schltr.) L.O.Williams, 1941
- Laelia superbiens Lindl., 1840
- Laelia undulata (Lindl.) L.O.Williams, 1941
- Laelia weberbaueriana (Kraenzl.) C.Schweinf., 1944

Sono inoltre stati descritti i seguenti ibridi:
- Laelia × crawshayana Rchb.f. (L. albida × L. anceps)
- Laelia × gouldiana Rchb.f. (L. anceps × L. autumnalis)
- Laelia × oaxacana Salazar & R.Jiménez (L. anceps × L. halbingeriana)
- Laelia × tlaxiacoensis Solano & Cruz-García (L. albida × L. furfuracea)

## Coltivazione
Per quanto riguarda la coltivazione le piante appartenenti a questo genere presentano esigenze diverse, derivanti dal luogo d'origine. In generale preferiscono crescere su materiale vegetale con buona aerazione delle radici. Il genere Laelia in genere necessita di cicli umidi durante la vegetazione e secchi nel periodo di riposo anche se alcune specie presentano un sorprendente adattamento alla siccità.